# 克利諾韋 (戈洛瓦尼夫西克區)
48°29′9″N 30°21′3″E / 48.48583°N 30.35083°E
克利諾韋（烏克蘭語：Клинове）是烏克蘭中部的村莊，隸屬基洛夫格勒州的霍洛瓦尼夫斯克區。該村面積3.92平方公里，海拔高度196米，2001年人口943人，人口密度每平方公里240.4人。